# Pesa pubblica (Amsterdam)

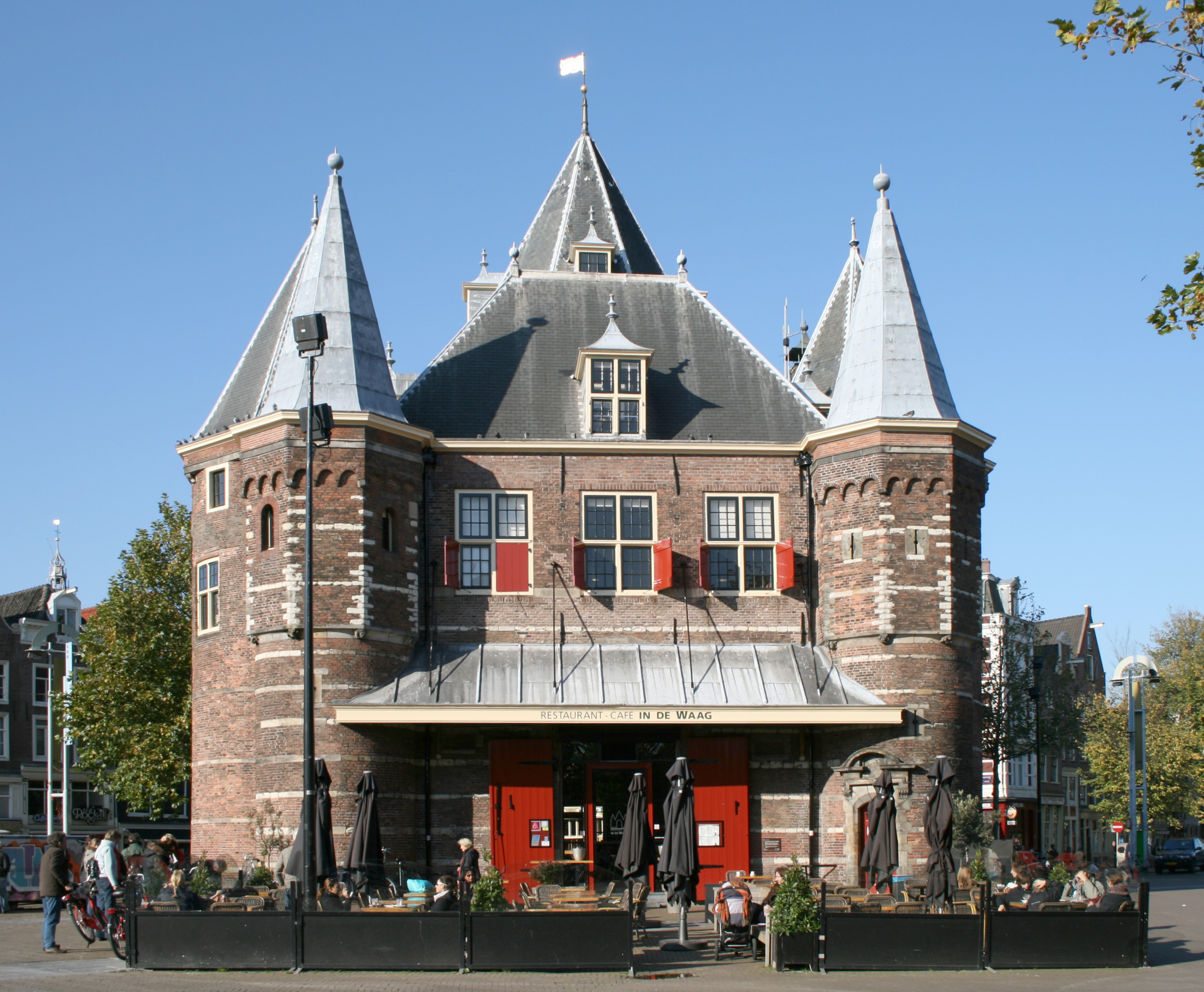
Facciata della Pesa pubblica con i tavolini del caffè-ristorante

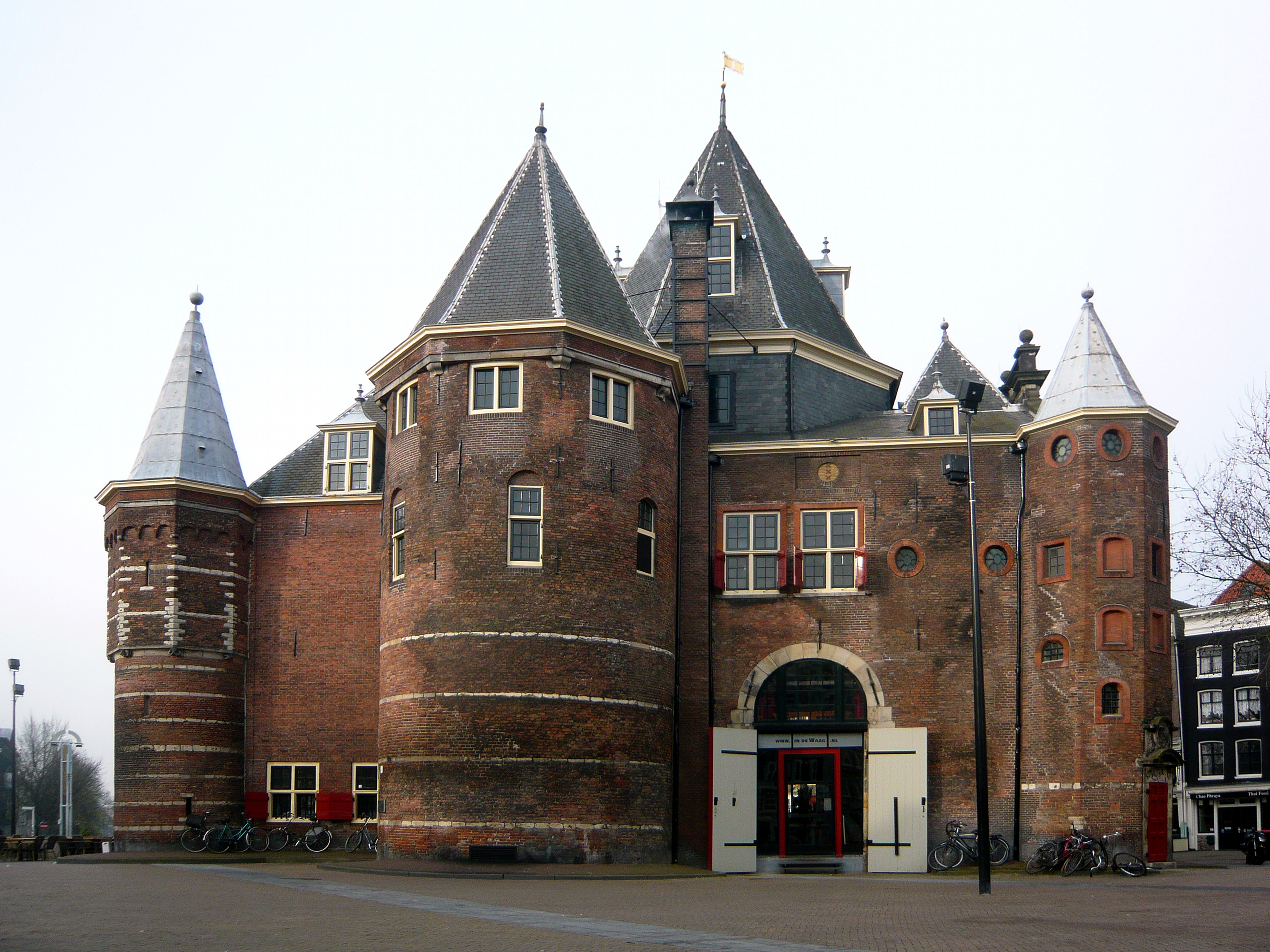
Le torri del Waag

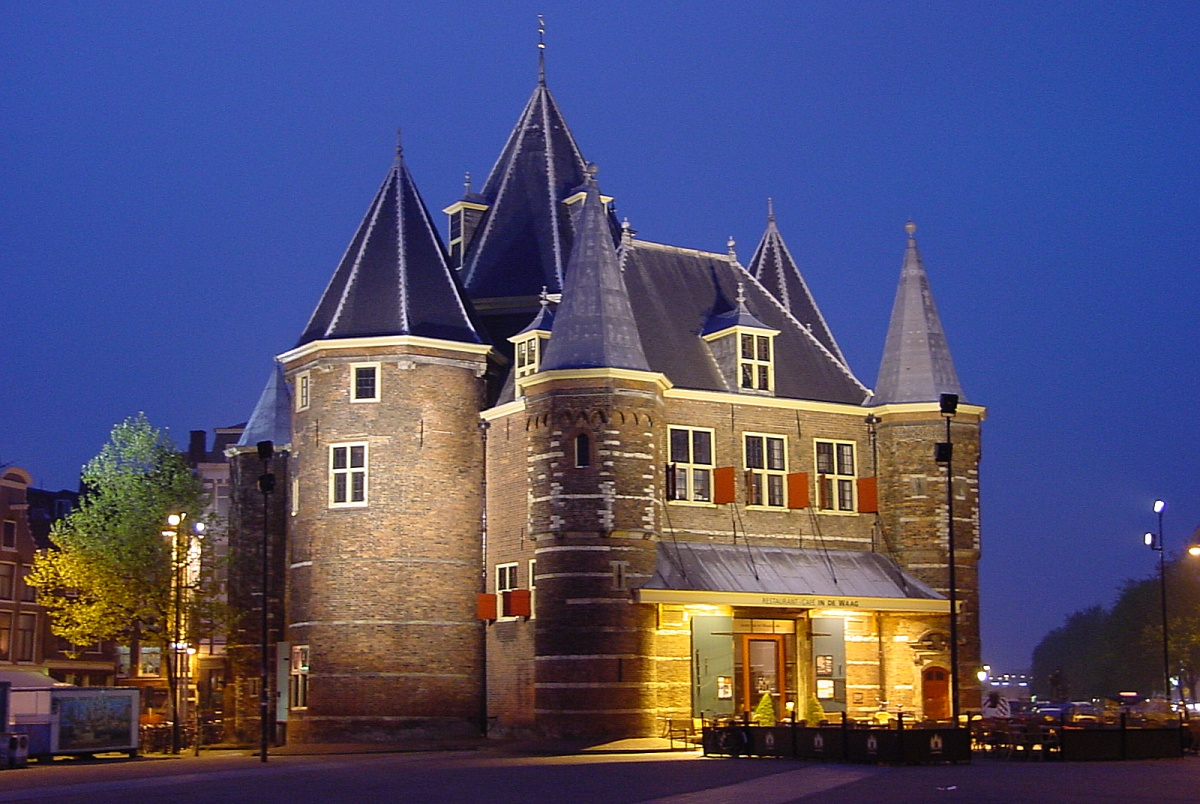
Immagine in notturna del Waag

La pesa pubblica (in olandese "Waag"; pronuncia: /va: x/) è uno storico edificio della città di Amsterdam, nei Paesi Bassi. Costruita a partire dal 1488 con il nome di Sint Anthoniespoort ("Porta di Sant'Antonio"), è la più antica porta cittadina rimasta, nonché una delle poche testimonianze delle antiche fortificazioni e dell'epoca medievale della città.
Nel corso dei secoli ebbe varie funzioni e, oltre che da porta cittadina, funse da luogo per le esecuzioni, pesa pubblica (1616-inizi del XIX secolo) e anche sede di varie corporazioni (chirurghi, muratori, pittori, scultori, ecc.), oltre che - per un breve periodo - anche di alcuni musei (Amsterdams Historisch Museum e Joods Historisch Museum), di un tribunale, della stazione dei vigili del fuoco, ecc.

## Ubicazione
Sorge sul Nieuwmarkt ("Mercato Nuovo"), nella zona dell'ex-Quartiere ebraico, nella Oude Zijde ("Zona Vecchia"). Si trova nei pressi del Quartiere cinese, non lontano dalla Schreierstoren, dalla Pintohuis, dal quartiere a luci rosse De Wallen, dalla Montelbaanstoren e dalla Waterlooplein.

## Caratteristiche
L'edificio si caratterizza per la struttura architettonica che ricorda quella di una fortezza, sorretta da varie torri.
Ai piani superiori, ora in disuso, si trovano le sale delle varie corporazioni: quella dei muratori è introdotta da un bassorilievo di Hendrick de Keyser, mentre quella dei chirurghi è introdotta dall'iscrizione "Theatrum Anatomicum" e quella degli artisti dalla figura del loro patrono San Luca.
Al pianterreno, è invece ospitato un caffè-ristorante.

## Storia
La prima pietra fu posata il 27 aprile 1488, come si può desumere dall'iscrizione MCCCCLXXXVIII de XXVII dach in April wart d'eerste steen van dese poert gheleit.

La porta, che fu chiamata "Sint Ant(h)oniespoort" in onore della Sint-Antoniusgasthuis, una casa di accoglienza per lebbrosi, serviva per controllare l'ingresso in città da sud ed era in origine sorretta da due torri.
All'inizio del XVII secolo, con l'espansione della città al di fuori delle proprie mura, la Sint Antoniespoort perse man mano la propria funzione di porta cittadina.
Dal 1616 - dopo i lavori del 1614, durante i quali una pavimentazione aveva sostituito le acque che circondavano la porta - fu aggiunta alla struttura una bilancia per pezzi d'artiglieria, tubi ed ancore che, fino ad allora, venivano pesati in Piazza Dam.
L'edificio iniziò a fungere da pesa pubblica (in olandese: waag) e - come tale - veniva utilizzato soprattutto dai contadini e dai mercanti, che - previo il pagamento di una tassa - vi pesavano le proprie merci.
Dal 1619, la Pesa pubblica iniziò ad ospitare la corporazione dei chirurghi, che vi stabilirono anche una sala operatoria.
Tra il 1690 e il 1691, fu aggiunta all'edificio una torre centrale ottagonale, che conferì alla Waag la forma attuale.
All'inizio del XIX secolo, l'edificio cessò sia la propria funzione di pesa pubblica, sia la funzione di sede delle corporazioni.
|  |  |  |

Dal 1926 al 1932, la Waag fu la sede provvisoria dell'Amsterdams Historisch Museum, il museo storico cittadino.
Il 24 febbraio 1932, fu inaugurato nella Waag lo Joods Historisch Museum, il museo storico ebraico, poi chiuso nel 1940 durante l'occupazione nazista e quindi trasferito nello Stedelijk Museum.
La Waag tornò quindi ad ospitare lo Joods Historisch Museum a partire dal 1975 e fino al 1987, quando il museo fu trasferito nella sede attuale.
Nel 1996, dopo gli opportuni lavori di ammodernamento, fu aperto al pianterreno della Waag il Restaurant-Café In de Waag.
Nel 2009, il direttore della Waag Society lanciò un allarme in merito al rischio di crollo di una delle torri della Waag, in quanto erano state rilevate delle crepe dovute all'umidità e il comune di Amsterdam decise di approntare dei lavori di restauro.

## La Waag nell'arte
La sala delle corporazioni dei medici del Waag è raffigurata nei dipinto di Rembrandt Lezione di anatomia del dottor Nicolaes Tulp del 1632 e Lezione di anatomia del dottor Deijman del 1656.